# 스컨소프 문제
스컨소프 문제(영어: Scunthorpe problem)는 청소년 보호 등을 위한 검열 필터나 스팸 필터가 문자열 내부에서 유해 단어와 겹치는 철자를 보고 의도치 않게 유해하지 않은 것을 잘못 걸러내는 것을 말한다. 거짓 양성(false positive)에 해당한다.
스컨소프(Scunthorpe)는 영국 링컨셔 주의 도시이다. 이 도시의 철자 안에 보지를 뜻하는 cunt가 있어서 이 도시 이름이 1996년에 AOL의 음란 방지 필터에 걸려 논란이 되었다.